# QXML DOM
Das QXML DOM, kurz für QuarkXPress Markup Language Document Object Model, ist die JavaScript-Programmierschnittstelle für den Zugriff auf das Dokument-Objektmodell von QuarkXPress und wurde erstmals 2005 vorgestellt. QuarkXPress ist ein Layoutprogramm, um Drucklayouts, E-Books und digitale Layouts (für native Apps und Progressive Web Apps) zu erstellen.

## Hintergrund
Das QXML DOM basiert auf den „WHATWG HTML Living Standard Custom Elements“-Spezifikationen, die Teil der W3C-DOM-Spezifikationen sind. Jedes Element des QXMl DOM ist ein Custom-HTML5-Element, das einen Bestandteil eines QuarkXPress-Layouts repräsentiert. Dieses wird dargestellt durch einen eigenen Namen und enthält alle Attribute und Stilelemente des Objekts.
Da QXML-Elemente auf dem W3C-HTML-Standard basieren, sind diese ähnlich zu DOM-Objekten von HTML.
Wie diese, werden QXML-DOM-Elemente über Custom-CSS-Properties formatiert. Dazu wird das HTML-„style“-Attribut genutzt, um inline die CSS-Properties des QXML-Elements zu definieren.

## QX JavaScript
QX.js wurde 2018 zeitgleich mit dem öffentlich zugänglichen QXML DOM in QuarkXPress 2018 veröffentlicht. QX.js ist eine JavaScript-Entwicklungsplattform, um programmatischen Zugriff auf  unterschiedlichste Befehle von QuarkXPress und auch auf das Dokumentenmodell von QuarkXPress-Layouts zu erhalten.
QX.js gibt Zugriff auf JavaScript-Objekte, wie app und fs, sowie auf Klassen, wie Layout, Projekt und andere.
Die QX.js-Plattform basiert auf dem Chromium Embedded Framework (CEF).
Es entspricht ECMAScript, wie spezifiziert in ECMA-262.

## Beispiel
Bild in einen Bildrahmen laden:
```
var
 
imgPath
 
=
 
"file:///<path>"
;

//getting image node for the first picture box<br>

imgNode
 
=
 
app
.
activeLayoutDOM
().
getElementsByTagName
(
'qx-img'
)[
0
];

//Set the Source<br>

imgNode
.
setAttribute
(
'src'
,
 
imgPath
);

```

## Geschichte
Am 14. Januar 2005 wurde QXML DOM auf der MacWorld in San Francisco vorgestellt. Von 2005 bis 2018 war QXML nur für registrierte Entwicklungspartner der Firma Quark Inc. zugänglich. Seit 16. Mai 2018 gibt es die erste öffentlich zugängliche Version von QXML DOM durch Veröffentlichung innerhalb von QuarkXPress 2018.